# オックスフォード (ミシシッピ州)

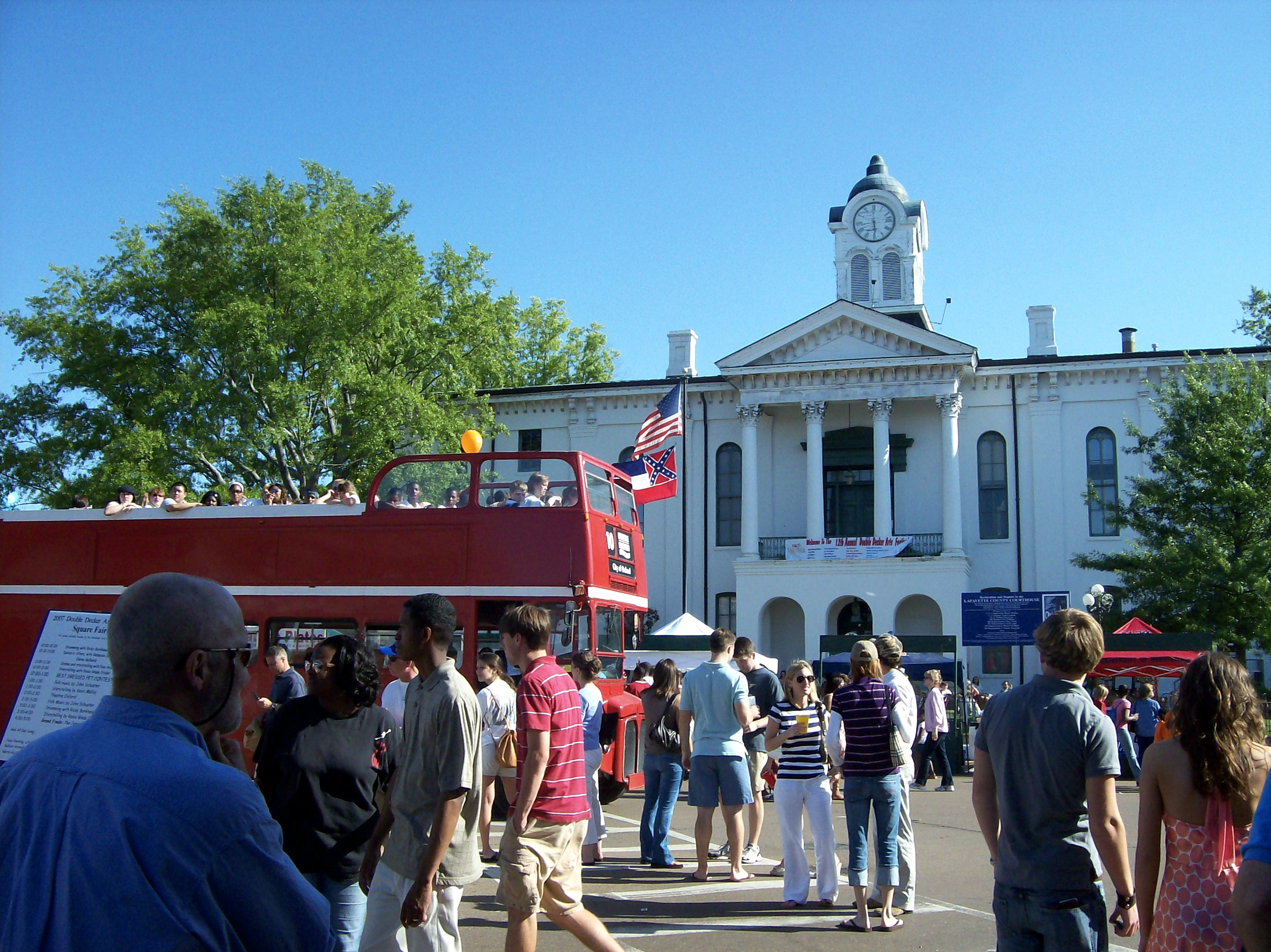
2007年ダブルデッカー祭、ラファイエット郡庁舎の前で、イギリスのダブルデッカー観光バスとミシシッピ州旗

オックスフォード（英: Oxford）は、アメリカ合衆国ミシシッピ州北部の都市。ラファイエット郡の郡庁所在地である。人口は2万5416人（2020年）。
1837年に設立され、州立大学を市内に誘致することを期待して、イギリスの大学都市オックスフォードの名前を付け、実際に1848年に創立されたミシシッピ大学誘致に成功した。同大学は「Ole Miss」（古き良きミシシッピ）と呼ばれている。
新聞「USAトゥデイ」から全米の大学都市上位6傑の1つに指名された。アメリカの小都市100傑にも入っている。ラファイエット郡は常に州内でも四半期ごとの失業率の低い郡である。オックスフォード市教育学区の学校は最高評価である「スター」学校となっており、ラファイエット郡の教育体系も常に「5つ星」体系と評価されている。

## 歴史
オックスフォード市とラファイエット郡は、1832年のポントトック・クリークの条約で、チカソー族インディアンから譲渡された土地に作られた。郡は1836年に編成され、1837年、ジョン・マーティン、ジョン・チサム、ジョン・クレイグという3人の開拓者が、チカソー族の女性土地所有者ホカから、町を作る場所として土地を購入した。3人はその町をオックスフォードと名付け、古き南西部で教育の中心として発展させる意図があった。1841年、ミシシッピ州議会がオックスフォードを州立大学設立のための場所として選定し、実際に1848年開学となった。
南北戦争の1862年、オックスフォードには北軍ユリシーズ・グラント将軍とウィリアム・シャーマン将軍の部隊が侵攻してきた。1864年、北軍のアンドリュー・ジャクソン・スミス少将が町の広場にあった郡庁舎などの建物を燃やした。戦後のレコンストラクション時代、町は緩りと復興し、1872年には新しい郡庁舎を建てるための資金を確保した連邦裁判所判事ロバート・アンドリュー・ヒルの援助も得られた。この時代に、多くのアフリカ系アメリカ人の解放奴隷が、農園から町に移り住み、「フリーマン・タウン」という地区を造った。そこに家屋、事業所、教会、学校を建て、市民としてあらゆる権利を行使した。1890年ミシシッピ州憲法で、アフリカ系アメリカ人の大半から選挙権を取り上げた後であっても、人種差別に直面しながら彼等なりの生活を作り上げて行った。
公民権運動の時代、オックスフォードは1962年のオーレ・ミス暴動で全国的な注目を集めた。ミシシッピ州知事ロス・バーネットを含めた州の役人が、アフリカ系アメリカ人であるジェームズ・メレディスのミシシッピ大学入学を妨害した。これはアメリカ合衆国連邦裁判所が彼の入学を認めるべきと裁定した後でも同じだった。1962年9月下旬、ジョン・F・ケネディ大統領が、バーネットとメンツを立てるための秘密の交渉を行い、連邦保安官がメレディスに同行するよう命令し、一方バーネットは州のハイウェイ警官を使って和平を保つことで合意した。数多い武装した「ボランティア」がオックスフォード地域に流れ込んできた。メレディスは武装の護衛付きでオックスフォードに行って入学登録を行ったが、その入学に抗議する人種差別主義者の暴動が起こった。その夜、自動車が燃やされ、連邦保安官は石、レンガを投げられ、小火器が発砲され、3,000人の暴徒のために大学の建物が損傷を受けた。銃弾による負傷で2人が死んだ。暴動はオックスフォード市の周辺地域まで広がった。翌朝早くに市内で宿営していた国軍化したミシシッピ州軍とアメリカ正規軍の部隊が到着して、大学のキャンパスに秩序が戻った。
2008年9月26日、3,000人以上のジャーナリストがオックスフォードに集まり、ミシシッピ大学で開催されたこの年最初の大統領討論会を取材した。

## 地理
オックスフォード市は北緯34度21分35秒 西経89度31分34秒 / 北緯34.35972度 西経89.52611度 (34.359837, -89.526242)に位置している。160キロメートル北西にテネシー州メンフィスがある。
アメリカ合衆国国勢調査局に拠れば、市域全面積は10.0平方マイル (26 km2)であり、このうち陸地10.0平方マイル (26 km2)、水域は0.0平方マイル (0.0 km2)で水域率は0.10%である。
オックスフォード市はミシシッピ州の北中丘陵部地帯にある。この地帯は赤土の上に深い森がある丘陵で知られている。この領域は西にあるミシシッピ・デルタやデルタに沿った黄土地帯よりも標高が高く大きいが、州北東部よりも標高は低い。東西方向に走る自動車道は南北方向にある多くの尾根を通過するため、州道6号線バイパスを通ると標高の変化を実感できる。オックスフォード中心街はこれら尾根の1つの上にあり、ミシシッピ大学は別の尾根の上にある。市の両側にある商業回廊はその間のバレーにある。
オックスフォードは8方から集まって来る道路が交差する所にある。ミシシッピ州道6号線（現在はアメリカ国道278号線の表示もある）は、西のベイツビルから東のポントトックを結んでいる。州道7号線は北のホリースプリングスから南のウォーターバレーを結んでいる。州道30号線は北東のニューオルバニーに向かい、州道334号線（旧6号線）は南東のトコポラに向かう。テイラー道路は南西のテイラーに向かい、州道314号線（旧サーディス道路）は北西の元サーディスに向かっていたが、現在はサーディス湖のクリア・クリーク・レクリエーション地域に向かっている。
中心街の通りは格子配列に従い、通り名の付け方には2つのルールがある。南北方向の通りの多くは西から東に番号が付けられ、旧鉄道駅を始点に4番から19番までである。しかし「12番通り」という場所は、南北のラマー大通り（元はノース通りとサウス通り）になっている。東西方向のアベニューは大統領の名前であり、北側のワシントンから年代順に南のクリーブランドまで続く。これにも例外があり、ジョン・クインシー・アダムズはジョン・アダムズと区別できない。ポーク・アベニューはユニバーシティ・アベニューになり、アーサー・アベニューは無い。

## 教育

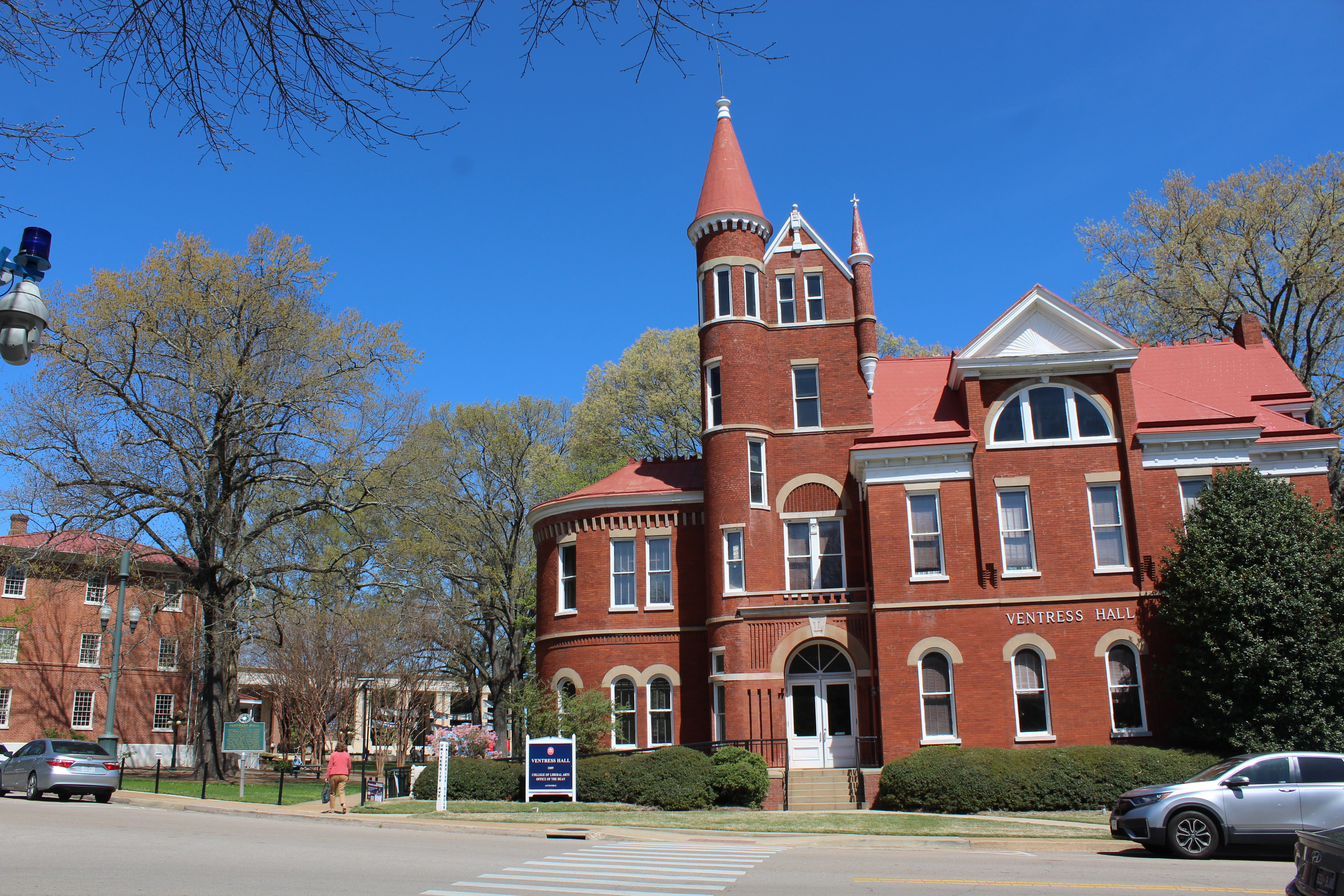
ミシシッピ大学

ミシシッピ大学、別名「オーレ・ミス」の主キャンパスは一部が市内に入っており、公式には国勢調査指定地域のユニバーシティにある。またノースウェスト・ミシシッピ・コミュニティカレッジのラファイエット・ヤロブシャ・センターもある。
ミシシッピ大学の中には北ミシシッピ日本語補習校があり、大学との共同で運営されている。授業は大学キャンパスのビショップ・ホールで行われている。この学校は2008年4月に開設され、以前はデラ・ダビッドソン学校で開催されていた。
オックスフォード市の公共教育は、オックスフォード教育学区が管轄しており、他にオックスフォード大学学校とリージェンツ学校という私立学校2校もある。リージェンツは市域外のカレッジヒル地区にある。

## 医療
バプテスト記念病院は、オックスフォード市と周辺地域に向けて包括的医療を行っており、増加している医師、医院、支援施設の支持を受けている。北ミシシッピ地域センターは州が免許を出した知的障害のある個人向け中間医療施設である。
市内にはミシシッピ大学薬学部に自然製品研究のための全国センターがある。このセンターは国の免許を受けて科学研究のためにマリファナを栽培していることで国内唯一の機関であり、医療目的でマリファナ利用を認められる患者に配布している。

## 交通
オックスフォード市は、オックスフォード・ユニバーシティ・トランジットという名前の公共交通機関を運営しており、市内とミシシッピ大学キャンパス内にバス便を運行している。オーレ・ミスの学生と教員は、学生証あるいは教員証を見せれば無料で利用できる。
ユニバーシティ・オックスフォード空港は、ラファイエット郡、オックスフォード市、ミシシッピ大学の地域を対象にしている。サザン・エアウェイズ・イクスプレスが、ニューオーリンズ、フロリダ州デスティンとパナマシティに定期旅客便を飛ばしている。
ミシシッピ中央鉄道がオックスフォード市にあるラファイエット郡産業団地に貨物列車を運行している。

## 人口動態
以下は2010年国勢調査による人口統計データである。
基礎データ
- 人口: 18,916 人
- 世帯数: 8,648 世帯

人種別人口構成
- 白人: 72.3%
- アフリカン・アメリカン: 21.8%
- ネイティブ・アメリカン: 0.3%
- アジア人: 3.3%
- 太平洋諸島系: 0.1%
- 混血: 1.1%
- ヒスパニック・ラテン系: 2.5%

収入と家計
- 収入の中央値
  - 世帯: 38,872米ドル
  - 家族: 64,643米ドル
- 人口1人あたり収入: 29,195米ドル
- 貧困線以下
  - 対人口: 32.3%
  - 対家族数: 12%

## 著名な出身者

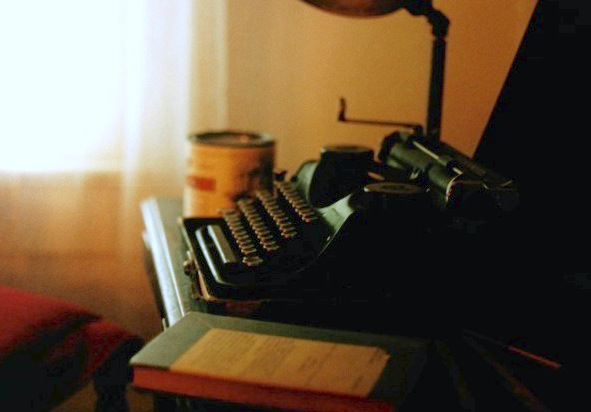
ウィリアム・フォークナーのローワンオークと呼ばれる事務所。アンダーウッド社の携帯用タイプライターが見られる。この事務所は現在博物館としてミシシッピ大学が維持している。

- ウィリアム・フォークナー、3歳のときに、近くのニューオルバニーから、家族と共にオックスフォードに移って来て、ここで育った。オックスフォードを故郷だと言っている。オックスフォードはその小説の中で「ジェファーソン市」のモデルであり、ラファイエット郡は架空のヨクナパトーファ郡のモデルになった。元の家、ローワンオークは、現在ミシシッピ大学が所有し、近年改装された。オックスフォード市内でも観光客に人気がある場所となっている。フォークナー家の家族数人が今でもオックスフォードとラファイエット郡に住んでいる。
- ジョン・グリシャム、小説家、オックスフォードに家を持っている。ミシシッピ大学法学校から法務博士（専門職）法務博士号を受領。メンフィスの郊外部となるミシシッピ州内で法律実務を10年間行い、その後は執筆に専念するようになった。グリシャムとその家族は1990年代にオックスフォードに移って来た。現在も家を持っているが、主たる住所はバージニア州シャーロッツビルである。
- カーティス・ウィルキー、エース・アトキンス、クリス・オファット、トム・フランクリン、ベス・アン・フェネリー、アン・フィッシャー＝ワース、ニール・ホワイト、ライト・トンプソンおよびニューヨーカーのスタッフ作家であるペイジ・ウィリアムズは、全てオックスフォードに住んだと言っている作家達である。他にも故人となったスターク・ヤング、ラリー・ブラウン、ウィリー・モリス、バリー・ハンナもオックスフォードを故郷と呼んでいた。ハワード・バーとリチャード・フォードもある期間オックスフォードに住んでいた。
- オックスフォードは南部の芸術中心と呼ばれてきた。著名な芸術家として、スーパーリアリズムのグレンレイ・テューター、形象画家のジェレ・アレン、表現派画家のポーラ・テンプル、肖像画家のジェイソン・ボールディン、彫刻家のウィリアム・ベックウィズ、同じく彫刻家のロッド・ムーアヘッド、原始美術家のセオラ・ハンブレット（1895年-1977年）がいた。ニューオーリンズのアーティスト、ジョン・マクラディ（1911年-1968年）はオーレ・ミスで芸術を学んだ。
- アメリカ合衆国内務長官 ジェイコブ・トンプソン（1810年-1885年）、オックスフォードに「ホームプレース」と呼ぶ邸宅を所有していたが、南北戦争中の1864年に北軍に焼かれた。その邸宅があった場所に歴史標識が立っている。
- ミシシッピ州選出アメリカ合衆国上院議員でアメリカ合衆国最高裁判所陪席判事を歴任したL・Q・C・ラマー（1825年-1893年）はオックスフォードに住んで、ミシシッピ大学で数学の教授を務めていた。農園を経営し、法律実務も行った。大学総長のオーガスタス・ボールドウィン・ロングストリートの義理の息子だった。ラマーの家は2008年に博物館に改修された。
- ファッションモデルのナオミ・シムズ（1948年-2009年）はオックスフォードで生まれた。
- NFLニューヨーク・ジャイアンツのクォーターバックであるイーライ・マニングは、ミシシッピ大学でカレッジ・フットボールに出ており、オフシーズンはオックスフォードに住んでいる。その父はミシシッピ大学とニューオーリンズ・セインツで活躍したクォーターバックのアーチー・マニングであり、オックスフォードでマンションを持っている。

## 呼び物

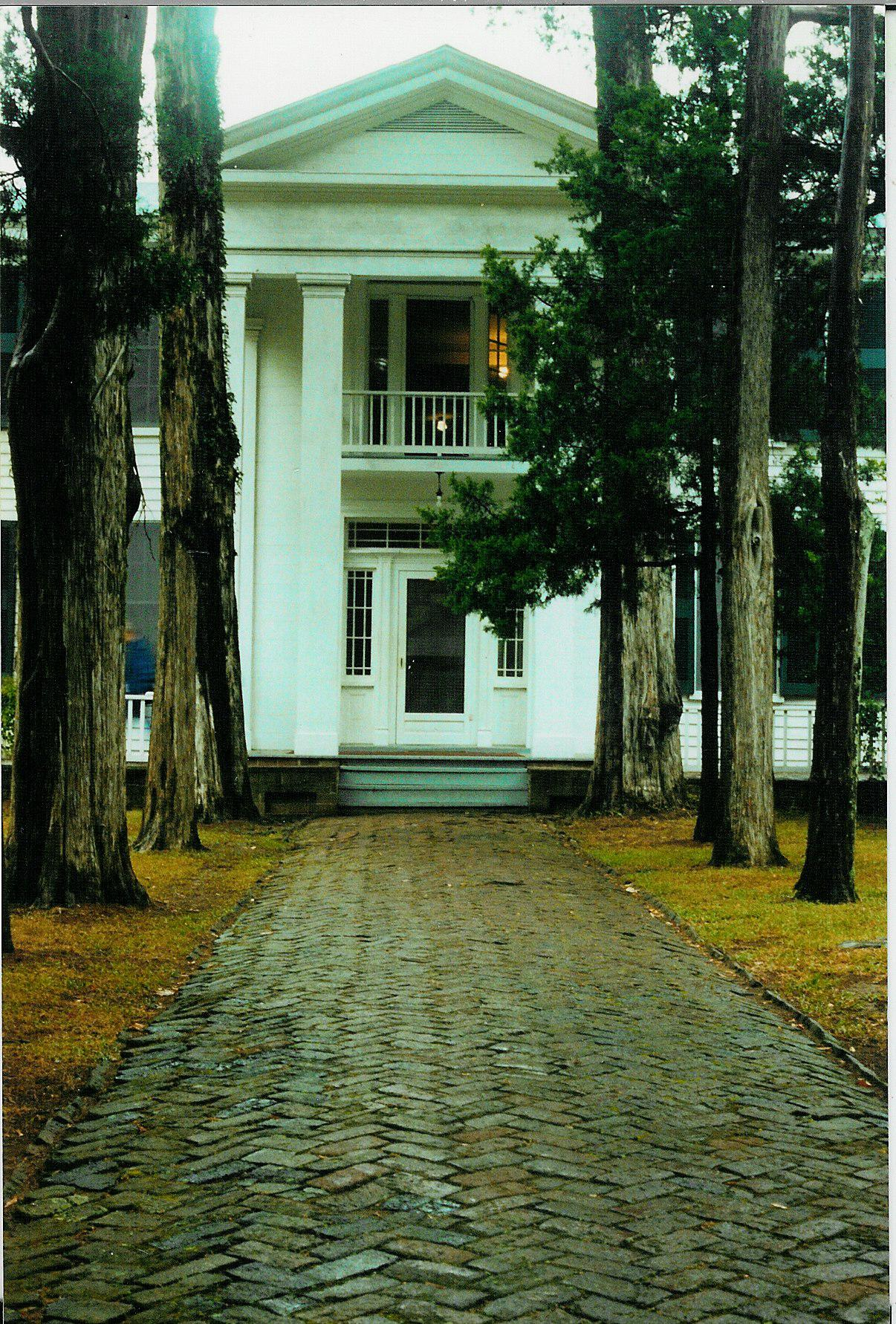
ローワンオーク

- 郡庁舎の立つ広場は「ザ・スクエア」と呼ばれ、市の地理と文化の中心である。歴史あるラファイエット郡庁舎に加え、住民が所有するレストラン、専門店、専門家の事務所が多く、またオックスフォード市役所もある。
- J・E・ニールソン Co., が広場の南東隅にあり、南部では最古の文書に残る店舗である。1839年に交易基地として設立され、オックスフォード・スクエアの旗艦店であり続けている。世界恐慌がオックスフォードに及び、町の銀行の大半が閉鎖されたとき、ニールソンは銀行業務代理店として行動し、大学の従業員などに給与支払い小切手の現金化を行った。
- 1979年に設立された土地の本屋、スクエア・ブックスは、一貫して国内最良の独立系本屋に入って来た。姉妹店であるオフスクエア・ブックスは通りを東に行った所にあり、古書や売れ残り本を扱っている。また、サッカー・マウンテン・ラジオというラジオ番組の会場でもある。これはジム・ディーズがホストを務め、ミシシッピ公共放送を通じて州全体に放送されている。作家の読み聞かせや音楽のゲストがあることなど、ガリソン・キーラーの番組「プレーリー・ホーム・コンパニオン」と比較されることが多い。3番目の店であるスクエア・ブックス・ジュニアは、専ら児童書や教育玩具を扱っている。
- ザ・スクエアから少し外れた所にある「ザ・リリック」はオックスフォード最大の音楽会場であり、1,200近い観客席がある。1800年代後半に建てられ、20世紀の初めにはウィリアム・フォークナー一家が所有する馬の世話を請け負う厩舎になっていた。1920年代、オックスフォードでは初の映画館「ザ・リリック」になった。1949年、フォークナーはその家から歩いて子供時代の厩舎に行き、自作小説のMGMによる映画化『埃の中の侵入者』の世界封切を見た。この建物は長年放置されていたが、1980年代初期から事務所とヘルスセンターが入っていた。その後大改修が行われ、2008年7月3日に音楽会場として再度オープンされた。現在は映画や演劇にも使われている。

## 文化
- オックスフォードは長年、繁栄し、多様な音楽シーンがあり、他の南部にある大学都市、例えばバージニア州シャーロッツビル、ノースカロライナ州チャペルヒル、フロリダ州ゲインズビル、テキサス州オースティン、ジョージア州アセンズなどと、活動的な音楽ライフを比較されることが多かった。オックスフォードはテネシー州メンフィス、ルイジアナ州ニューオーリンズ、テネシー州ナッシュビルなど大きな音楽都市に近く、定期的にツアーを行うミュージシャンやバンドの多くが決まって停まる場所になった。過去、現在のオックスフォードに住んだミュージシャンとして、ビーンランド、ザ・クーターズ、ベース・ドラム・オブ・デス、キンズー・キングス、ブルーマウンテン、ジョージ・マコーネル、キャロライン・ヘリング、およびブルースハープの奏者アダム・ガッソーがいた。
- オックスフォードには、反逆的なブルースのレーベルであるファット・ポッサム・レコーズがあり、ブルースのレジェンド的存在であるR・L・バーンサイドやジュニア・キンブロー、さらにはザ・ブラック・キーズなどのレコードを発売してきた。バンドの「ザ・スミス」の元ギタリストで「モデスト・マウス」の現メンバーであるジョニー・マーは、オックスフォードで家を購入したが、今は住んでいない。「デレク・アンド・ザ・ドミノス」のボビー・ウィットロックはオックスフォードに住み、牧場とスタジオを持っていた。
- 「モデスト・マウス」、ギャヴィン・デグロウ、エルヴィス・コステロ、「ザ・ハイヴス」、「カウンティング・クロウズ」などのミュージシャンが、オックスフォードにあるスウィートティ・レコーディング・スタジオで録音を行ってきた。スタジオの所有者であるデニス・ヘリングは「ジャーズ・オブ・クレイ」やブルースの巨人バディ・ガイのようなアーティストと共に行った仕事でグラミー賞を受章した。
- ボブ・ディランはミシシッピ大学暴動事件を題材にして「オックスフォード・タウン」を書いた[17]。同作品はアルバム『フリーホイーリン・ボブ・ディラン』に収録された。ディランは1990年11月にオーレ・ミスのタッド・スミス・コロシアムで記念コンサートを行い、「オックスフォード・タウン」で演奏を始めた。
- オックスフォードは多くの映画で舞台になった。例えば、1949年の「埃の中の侵入者」（フォークナーの原作に基づく）、1960年の「Home from the Hill」、1980年の「納屋を焼く」（フォークナーの短編に基づく）、1981年の「ラッシュ」、1989年の「ディキシーの中心」、1992年の「ベティ・ルーのハンドバッグの中の拳銃」、2008年の「Sorry, We're Open」、2009年の「ループ・ガルーの夜」、2010年の「私が始める所」、および1997年の「ラリー・フリント」の一部である。

## 歴史的な場所
オックスフォード市内にはアメリカ合衆国国家歴史登録財に指定される建物などが10件以上ある。またミシシッピ大学内にはライセウム・ザ・サークル歴史地区がある。
- アマデル（ペグー邸）、ラマー大通り北637、1859年建設、カルバート・ボー設計
- ビーンランド・ヤング邸、ラマー大通り南812、1905年頃建設、プレーリー様式
- バーナード天文台（南部文化研究のためのセンター）、ミシシッピ大学内、1859年建設
- シーダー・オークス（ウィリアム・ターナー邸）、1858年建設、現在の場所に移設
- カリー・イースト・バンガロー、ラマー大通り南904、1921年建設、クラフツマン様式
- イーデス・トンプソン邸、ラマー大通り南1106、1858年建設
- J・W・T・フォークナー・ジュニア邸、ラマー大通り南706、1902年建設
- モード・フォークナー邸、ラマー大通り南510、1932年建設
- フィドラーズ・フォリー（ハウリー・ヒル邸）、ラマー大通り北520、1878年建設、ジェイムズ・スチュワート設計[19]
- 第一長老派教会、ヴァンビューレン・アベニュー924、1881年建設、G・M・トーガーソン設計とされる
- ザ・フラミンゴ、ユニバーシティ・アベニュー、1937年建設、ジェイムズ・T・カニザロ設計、アールデコ調
- ゲイトキーパーズ・ロッジ、オールド・テイラー道路802、1847年頃建設
- ハウリー・ライト邸、ユニバーシティ・アベニュー824、1858年建設
- イリノイ・セントラル鉄道駅、1872年建設[20]
- アイソム・プレース、ジェファーソン・アベニュー1003、1843年頃建設、1848年改修
- ケネディ・ショー邸、ジャクソン・アベニュー1701、1848年建設
- ラファイエット郡庁舎1872年建設、ウィリス・スローン・アンド・トリッグ設計
- ルシアス・Q・C・ラマー邸、14番通り北616、1860年頃建設
- リンドフィールド（クレイグ邸）、11番通り南1215、1837年頃建設
- ロングストリート・カーター邸、ラマー大通り北634、1865年頃建設
- ライセウム、ミシシッピ大学内、1848年建設、ウィリアム・ニコルズ設計
- マグノリアズ（スミサー・ペグー邸）、ユニバーシティ・アベニュー1012、1842年頃建設
- ミーク・デュバル邸、ユニバーシティ・アベニュー803、1878年建設
- メモリー邸（ジョン・フォークナー邸）、ユニバーシティ・アベニュー406、1855年頃建設、1880年代に改修
- オックスフォード市役所（元連邦裁判所）、1885年建設、リチャードソン・ロマネスク様式
- エリザ・ペグー邸、ラマー大通り北535、1876年頃建設
- パディン・プレース（イェイツ邸）、ユニバーシティ・アベニュー1008、1892年建設
- ロバーツ・ニールソン邸、ラマー大通り南911、1870年頃建設、G・M・トーガーソン設計とされる
- ローワンオーク（ウィリアム・フォークナー邸）、1848年建設
- セントピーターズ墓地、1871年建設
- セントピーターズ・エピスコパル教会、9番通り113、1860年建設、リチャード・アップジョン設計とされる、ネオゴシック様式
- シャドーローン（ニールソン・カリー邸）、11番通り南712、1859年建設、ウィリアム・ターナー設計
- ストーン・フリーランド法律事務所、ジャクソン・アベニュー1013、1890年頃建設
- セオラ・ハンブレット邸、ヴァンビューレン・アベニュー619、1875年頃建設、G・M・トーガーソン設計
- トンプソン・チャンドラー邸、13番通り南923、1837年頃建設
- トンプソン・エリオット邸、オールド・テイラー道路910、1869年頃建設
- トンプソン・ホテル、1870年建設
- トリッグ・ドイル・フォークナー邸、ブキャナン・アベニュー910、1855年頃建設
- ミシシッピ大学発電所、ウィリアム・フォークナーが『As I Lay Dying」を書いた場所
- ストワーズ・ロンゲスト邸、ラマー大通り南1003、1895年頃建設
- ベントレス・ホール、ミシシッピ大学内、1889年建設、リチャードソン・ロマネスク様式
- ウォルトン・ヤング邸、ユニバーシティ・アベニュー、1880年頃建設
- トマス・ウェンデル邸、ジャクソン・アベニュー1005、1848年頃建設
- Y ビルディング（国際研究のためのクロフト研究所）、ミシシッピ大学内、1853年建設

## 姉妹都市
- フランス、オービニー＝シュル＝ネール[21]

### 地方紙
- The Oxford Eagle, founded 1865
- The Daily Mississippian, the student newspaper of The University of Mississippi, founded 1911
- The Local Voice, a bimonthly entertainment guide and newspaper
- The Oxford Citizen, another local weekly, founded 2014